# Rás Tailteann
Rás Tailteann (chamada FBD Insurance Rás até 2010 e An Post Rás desde 2011 até 2017) é uma carreira ciclista irlandesa criada em 1953. Disputada sem interrupção desde 1953, faz parte desde 2005 do UCI Europe Tour, em categoria 2.2. Está aberta portanto às equipas profissionais continentais irlandeses, às equipas continentais, a equipas nacionais e a equipas regionais ou de clubes. As equipas UCI ProTeams não podem participar.
Sê O'Hanlon tem o recorde de vitórias nesta carreira com 4 vitórias em 1962, 1965, 1966 e 1967.

## Palmarés
| Ano               | Ganhador               | Segundo             | Terceiro            |
| FBD Insurance Rás | FBD Insurance Rás      | FBD Insurance Rás   | FBD Insurance Rás   |
| ----------------- | ---------------------- | ------------------- | ------------------- |
| 1953              | Colm Christle          | Pat Kenna           | Kerry Sloan         |
| 1954              | Joe O'Brien            | Cecil O'Reilly      | Mick Palmer         |
| 1955              | Gene Mangan            | Frank Ward          | Mick Palmer         |
| 1956              | Paudie Fitzgerald      | J. Keane            | Pat Ou'Meara        |
| 1957              | Frank Ward             | Gerry Keogh         | Ben McKenna         |
| 1958              | Mick Murphy            | Ben McKenna         | Cathal O'Reilly     |
| 1959              | Ben McKenna            | Ronnie Williams     | Shay Murphy         |
| 1960              | Paddy Flanagan         | Dan Ahern           | Mick Murphy         |
| 1961              | Tom Finn               | Ben McKenna         | Sé O'Hanlon         |
| 1962              | Sé O'Hanlon            | Sonny Cullen        | P. Neary            |
| 1963              | Zbigniew Glowaty       | Dan Ahern           | M. Chojnacki        |
| 1964              | Paddy Flanagan         | Ben McKenna         | Sé O'Hanlon         |
| 1965              | Sé O'Hanlon            | S. Lally            | Jimmy Kennedy       |
| 1966              | Sé O'Hanlon            | Jean Bellay         | J. Dorgan           |
| 1967              | Sé O'Hanlon            | Pierre Ropert       | Paddy Flanagan      |
| 1968              | Milos Hrazdira         | Pavel Dolezel       | Karel Vavra         |
| 1969              | Brian Connaughton      | J. Lonergan         | Jean Grini          |
| 1970              | Alexandre Gussiatnikov | Viktor Khrapov      | Gainan Saidschushin |
| 1971              | Colm Nulty             | John Mangan         | Gabriel Howard      |
| 1972              | John Mangan            | Mike O'Donaghue     | Brian Connaughton   |
| 1973              | Mike O'Donaghue        | Bernard Dupin       | M. Cahill           |
| 1974              | Peter Doyle            | S. Lally            | Paddy Flanagan      |
| 1975              | Paddy Flanagan         | J. Zebisch          | Seamus Kennedy      |
| 1976              | Fons Steuten           | Colm Nulty          | Mick Nulty          |
| 1977              | Yuri Lavruschkin       | Sergei Chelpakov    | Paddy Flanagan      |
| 1978              | Seamus Kennedy         | Bobby Power         | Helmut Willer       |
| 1979              | Stephen Roche          | Jean-Claude Breure  | Alan McCormack      |
| 1980              | Billy Kerr             | J. Peterson         | Mick Nulty          |
| 1981              | Jamie McGahan          | Aiden McKeown       | Norman Linsey       |
| 1982              | Dermot Gilleran        | Jamie McGahan       | Martin Earley       |
| 1983              | Philip Cassidy         | Garry Thompson      | Jamie McGahan       |
| 1984              | Stephen Delaney        | John Shortt         | Raphael Kimmage     |
| 1985              | Nikolai Kossiakov      | Evgueni Antonovitch | V. Zveriuk          |
| 1986              | Stephen Spratt         | Michael Kinsella    | Andrew Hitchens     |
| 1987              | Paul McCormack         | O. Heuze            | Joe Barr            |
| 1988              | Paul McCormack         | A. Hurford          | John McQuaid        |
| 1989              | Dainis Ozols           | Arvis Piziks        | A. Iarlomis         |
| 1990              | Ian Chivers            | Klaus De Muynck     | Declan Lonergan     |
| 1991              | Kevin Kimmage          | Declan Lonergan     | Getin Butler        |
| 1992              | Stephen Spratt         | Giuseppe Guerini    | Bobby Power         |
| 1993              | Eamonn Byrne           | Neil Hoban          | David Hourigan      |
| 1994              | Declan Lonergan        | S. Farrell          | L. Davis            |
| 1995              | Paul McQuaid           | Dave Williams       | Matt Stephens       |
| 1996              | Tomy Evans             | David McCann        | Ben Luckwell        |
| 1997              | Andrew Roche           | Mark McKay          | Kevin Dawson        |
| 1998              | Ciaran Power           | Tomy Evans          | Stéphane Rifflet    |
| 1999              | Philip Cassidy         | Dermot Finnegan     | Colby Pearce        |
| 2000              | Julian Winn            | Wayne Randle        | Mark Lovatt         |
| 2001              | Paul Manning           | Nicolas White       | Christian Knees     |
| 2002              | Ciaran Power           | Chris Newton        | Hubert Nowak        |
| 2003              | Chris Newton           | Tobias Lergard      | Ari Hojgaard Jensen |
| 2004              | David McCann           | Valter Bonca        | David O'Loughlin    |
| 2005              | Chris Newton           | Malcolm Elliott     | Morten Hegreberg    |
| 2006              | Kristian House         | Danny Pate          | Morten Hegreberg    |
| 2007              | Tony Martin            | Paidi Ou'Brien      | Peter McDonald      |
| 2008              | Stephen Gallagher      | Roger Aiken         | Robert Partridge    |
| 2009              | Simon Richardson       | Mads Christensen    | Jan Bárta           |
| 2010              | Alexander Wetterhall   | Peter Williams      | Dão Craven          |
| An Post Rás       |                        |                     |                     |
| 2011              | Gediminas Bagdonas     | Anatoliy Pakhtusov  | Oleksandr Sheydyk   |
| 2012              | Nicolas Baldo          | Thomas Rostollan    | Martin Hunal        |
| 2013              | Marcin Białobłocki     | Connor McConvey     | Rasmus Guldhammer   |
| 2014              | Clemens Fankhauser     | Alex Peters         | Nic Hamilton        |
| 2015              | Lukas Pöstlberger      | Joshua Edmondson    | Ryan Mullen         |
| 2016              | Clemens Fankhauser     | Jai Hindley         | Lucas Hamilton      |
| 2017              | James Gullen           | Ike Groen           | Cameron Meyer       |
| Rás Tailteann     |                        |                     |                     |
| 2018              | Luuc Bugter            | Cyrille Thièry      | Robbe Ghys          |

## Palmarés por países
| País            | Vitórias |
| --------------- | -------- |
| Irlanda         | 41       |
| Reino Unido     | 9        |
| União Soviética | 4        |
| Áustria         | 3        |
| Polónia         | 2        |
| Países Baixos   | 2        |
| Alemanha        | 1        |
| Lituânia        | 1        |
| Suécia          | 1        |
| Chéquia         | 1        |
| França          | 1        |